# Oye-et-Pallet
Oye-et-Pallet ist eine französische Gemeinde mit 714 Einwohnern (Stand: 1. Januar 2022) im Département Doubs in der Region Bourgogne-Franche-Comté.

## Geographie
Oye-et-Pallet liegt auf 860 m über dem Meeresspiegel, etwa sechs Kilometer südsüdwestlich der Stadt Pontarlier (Luftlinie). Das Dorf erstreckt sich im Jura, im Haut-Doubs, leicht erhöht am nördlichen Talhang des Doubs, am Südfuß der Montagne du Laveron, nördlich des Lac de Saint-Point.
Die Fläche des 10,45 km² großen Gemeindegebiets umfasst einen Abschnitt des französischen Juras. Der zentrale Teil des Gebietes wird vom Tal des Doubs eingenommen, das einen maximal ein Kilometer breiten flachen Talboden aufweist. Durch diese weite Talniederung mäandriert der Doubs und entwässert das Gebiet nach Nordosten. Flankiert wird das Tal im Norden von der Hochfläche der Montagne du Laveron (bis 1011 m), im Südosten von der Höhe Crossart (1005 m). Im Westen reicht der Gemeindeboden in die Längsmulde von Malpas. Nach Süden erstreckt sich das Gemeindeareal bis an das Ufer des Lac de Saint-Point im Bereich des Ausflusses des Doubs. Ein schmaler Streifen reicht nach Südosten über die Höhe des Bois Noir (mit 1037 m die höchste Erhebung von Oye-et-Pallet) bis in das enge Tal der Fontaine Ronde, das einer wichtigen, den Jura querenden Verwerfungslinie folgt.
Neben den beiden Ortsteilen Oye und Pallet, die heute zusammengewachsen sind, gehören auch die Weiler Friard (900 m) in der Mulde von Malpas am Südfuß des Laveron und Les Granges Tavernier (929 m) auf dem Höhenrücken nordöstlich des Lac de Saint-Point zur Gemeinde. Nachbargemeinden von Oye-et-Pallet sind Granges-Narboz im Norden, La Cluse-et-Mijoux im Osten, Montperreux und Les Grangettes im Süden sowie Malpas und La Planée im Westen.

## Geschichte

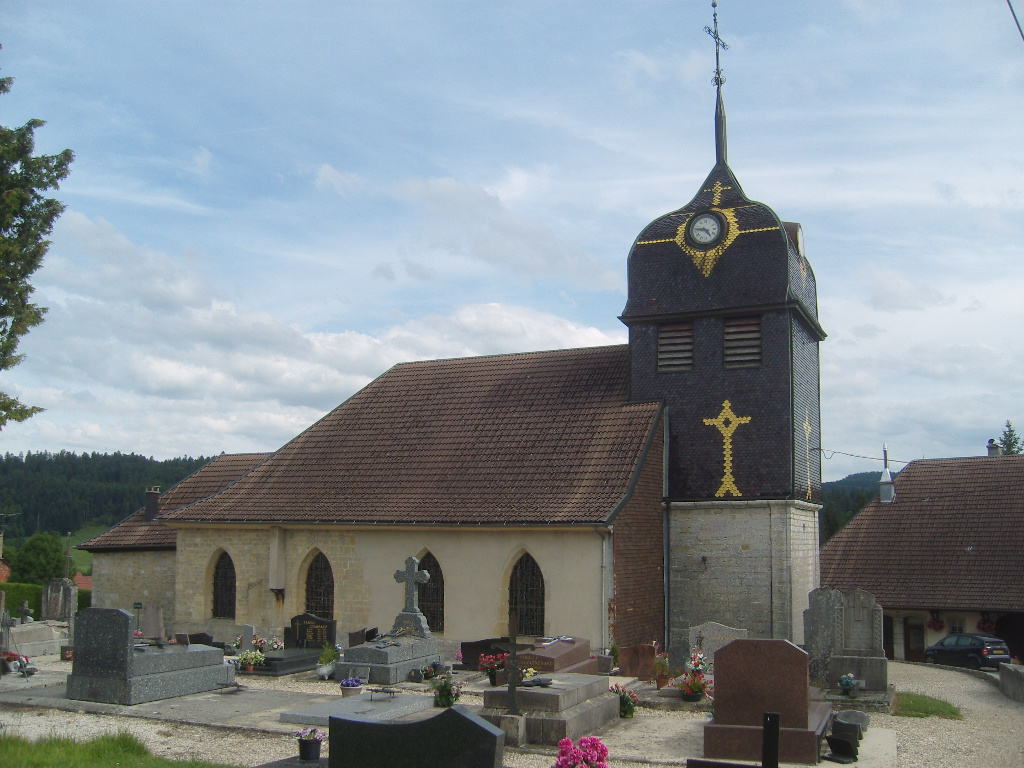
Pfarrkirche Saint-Nicolas

Erstmals schriftlich erwähnt wird Oye in einer Urkunde des Klosters Mont-Sainte-Marie im Jahr 1296. Der Ortsname Oye geht ursprünglich auf ein keltisches Wort zurück und bedeutet Wasser, während sich Pallet vermutlich vom lateinischen Wort palus (Sumpf) herleitet. Seit dem Mittelalter gehörten Oye und Pallet zur Herrschaft Joux. Zusammen mit der Franche-Comté gelangten beide Dörfer mit dem Frieden von Nimwegen 1678 an Frankreich. Seit der Zeit der Französischen Revolution bildeten Oye und Pallet eine Doppelgemeinde. 
Im 18. Jahrhundert wurde auf dem Gemeindegebiet Eisen abgebaut, das im Hochofen von Pontarlier verhüttet wurde. Mit der Eröffnung der Trambahn, die von Pontarlier via Mouthe nach Foncine-le-Haut verkehrte, wurde Oye-et-Pallet im Jahr 1900 an den öffentlichen Verkehr angeschlossen. Der Betrieb der Linie wurde nach dem Zweiten Weltkrieg jedoch eingestellt. Heute ist Oye-et-Pallet Mitglied des Gemeindeverbandes Lacs et Montagnes du Haut-Doubs.

## Bevölkerung
| Jahr                       | 1962 | 1968 | 1975 | 1982 | 1990 | 1999 | 2006 | 2018 |
| Einwohner                  | 341  | 332  | 340  | 369  | 467  | 579  | 667  | 735  |
| Quellen: Cassini und INSEE |      |      |      |      |      |      |      |      |

Mit 714 Einwohnern (1. Januar 2022) gehört Oye-et-Pallet zu den kleinen Gemeinden des Départements Doubs. Nachdem die Einwohnerzahl in der ersten Hälfte des 20. Jahrhunderts stets im Bereich von rund 350 Personen gelegen hatte, wurde seit Mitte der 1970er Jahre ein deutliches Bevölkerungswachstum verzeichnet.

## Wirtschaft und Infrastruktur
Oye-et-Pallet war lange Zeit ein vorwiegend durch die Landwirtschaft, insbesondere Milchwirtschaft und Viehzucht, sowie durch die Forstwirtschaft geprägtes Dorf. Seit dem 19. Jahrhundert wurde die Wasserkraft des Doubs für den Betrieb von Mühlen und Sägereien genutzt. Heute gibt es einige Betriebe des lokalen Kleingewerbes, unter anderem in den Branchen Baugewerbe und Holzverarbeitung. Mittlerweile hat sich das Dorf auch zu einer Wohngemeinde gewandelt; zahlreiche Häuser dienen als Zweitwohnsitze. Viele Erwerbstätige sind Wegpendler, die in den größeren Ortschaften der Umgebung ihrer Arbeit nachgehen.
Die Ortschaft ist verkehrstechnisch recht gut erschlossen. Sie liegt an der Departementsstraße D437, die von Pontarlier nach Mouthe führt. Weitere Straßenverbindungen bestehen mit La Planée, Malpas und Saint-Point-Lac.